# Leopold van Baden
Karel Leopold Frederik (Karlsruhe, 29 augustus 1790 - aldaar, 24 april 1852) was van 1830 tot 1852 groothertog van Baden.

## Leven
Leopold was een zoon van groothertog Karel Frederik (1728-1811) uit diens tweede huwelijk met Luise Karoline Geyer von Geyersberg (1768-1820). Aangezien dit een morganatisch huwelijk betrof, gold hij niet als ebenbürtig en kwam hij niet in aanmerking voor de troon. Evenals zijn moeder droeg hij de titel graaf van Hochberg.
In 1809 begon hij te Heidelberg aan een studie staatswetenschap en staatshuishouding. Hij bereisde Europa en maakte in 1814 de Zesde Coalitieoorlog mee, hetgeen hem een promotie tot majoor-generaal opleverde.
De kinderloze groothertog Karel, Leopolds neef, wijzigde op 4 oktober 1817 het successierecht in Baden ten gunste van de nakomelingen uit Karel Frederiks tweede huwelijk. Leopold was sindsdien groothertogelijk prins en markgraaf van Baden met het predicaat Hoogheid. In 1819 huwde hij conform zijn nieuwe stand Sophie Wilhelmina van Zweden, dochter van Gustaaf IV Adolf. Aangezien zijn halfbroer, de eveneens kinderloze groothertog Lodewijk I, hem ver van alle regeringszaken verwijderd hield, bracht Leopold zijn tijd teruggetrokken door in Baden-Baden. Op de opbouw van deze stad had hij een niet onbeduidende invloed.
Lodewijks dood in 1830 bracht Leopold op de troon. Hij voerde een zeer liberaal beleid (met name de perswet van 1831) en deed ook in de Maartrevolutie van 1848/1849 - die ook Baden niet ontliep - snel concessies aan de eisen van het volk. Aanhoudende onlusten noodzaakten het groothertogelijke gezin op 13 mei 1849 echter naar Koblenz te vluchten. Leopold keerde, nadat de rust was hersteld, aan de zijde van de Pruisische prins Wilhelm terug naar zijn residentie Karlsruhe. Zijn beleid sloeg hierna een meer reactionaire richting in.
Leopold, die al geruime tijd met jicht kampte, benoemde zijn tweede (in leven zijnde) zoon Frederik op 21 februari 1852 tot prins-regent en stierf op 24 april 1852. Hij werd formeel opgevolgd door zijn oudste zoon Lodewijk II, die wegens ziekte echter niet tot regeren in staat was. Frederik zette zijn regentschap voort en besteeg na Lodewijks dood op 22 januari 1858 zelf de troon.

## Kinderen
Uit Leopolds huwelijk met Sophie Wilhelmina werden de volgende kinderen geboren:
- Alexandrine Louise Amalia Frederika Elisabeth Sophie (1820-1904), gehuwd met Ernst II van Saksen-Coburg en Gotha
- Lodewijk Karel Frederik Leopold (1822)
- Lodewijk II (1824-1858), groothertog van Baden
- Frederik Willem Lodewijk (1826-1907), groothertog van Baden
- Lodewijk Willem August (1829-1897), Pruisisch generaal
- Karel Frederik Gustaaf Willem Maximiliaan (1832-1906), gehuwd met Rosalie von Beust, dochter van Wilhelm von Beust
- Marie Amalia (1834-1899), gehuwd met Ernst zu Leiningen
- Cecilia Augusta (1839-1891), gehuwd met Michael Nikolajevitsj van Rusland

## Voorvaderen
| Leopold van Baden             | Leopold van Baden                                                                                 | Leopold van Baden                                                                                 | Leopold van Baden                                                                            | Leopold van Baden                                                                            | Leopold van Baden                                                                           | Leopold van Baden                                                                           | Leopold van Baden                                                                           | Leopold van Baden                                                                           |
| ----------------------------- | ------------------------------------------------------------------------------------------------- | ------------------------------------------------------------------------------------------------- | -------------------------------------------------------------------------------------------- | -------------------------------------------------------------------------------------------- | ------------------------------------------------------------------------------------------- | ------------------------------------------------------------------------------------------- | ------------------------------------------------------------------------------------------- | ------------------------------------------------------------------------------------------- |
| Overgrootouders               | Karel III Willem van Baden-Durlach (1679–1738) ∞ Magdalena Wilhelmina van Württemberg (1677-1742) | Karel III Willem van Baden-Durlach (1679–1738) ∞ Magdalena Wilhelmina van Württemberg (1677-1742) | Johan Willem Friso van Nassau-Dietz (1687–1711) ∞ Maria Louise van Hessen-Kassel (1688–1765) | Johan Willem Friso van Nassau-Dietz (1687–1711) ∞ Maria Louise van Hessen-Kassel (1688–1765) | ? (–) ∞ ? (–)                                                                               | ? (–) ∞ ? (–)                                                                               | ? (–) ∞ ? (–)                                                                               | ? (–) ∞ ? (–)                                                                               |
| Grootouders                   | Frederik van Baden-Durlach (1703–1732) ∞ Amalie van Nassau-Dietz (1710-1777)                      | Frederik van Baden-Durlach (1703–1732) ∞ Amalie van Nassau-Dietz (1710-1777)                      | Frederik van Baden-Durlach (1703–1732) ∞ Amalie van Nassau-Dietz (1710-1777)                 | Frederik van Baden-Durlach (1703–1732) ∞ Amalie van Nassau-Dietz (1710-1777)                 | Ludwig Heinrich Philipp Geyer von Geyersberg (–) ∞ Maximiliana Christina von Sponeck (–)    | Ludwig Heinrich Philipp Geyer von Geyersberg (–) ∞ Maximiliana Christina von Sponeck (–)    | Ludwig Heinrich Philipp Geyer von Geyersberg (–) ∞ Maximiliana Christina von Sponeck (–)    | Ludwig Heinrich Philipp Geyer von Geyersberg (–) ∞ Maximiliana Christina von Sponeck (–)    |
| Ouders                        | Karel Frederik van Baden (1728–1811) ∞ 1769 Luise Karoline Geyer von Geyersberg (1768-1820)       | Karel Frederik van Baden (1728–1811) ∞ 1769 Luise Karoline Geyer von Geyersberg (1768-1820)       | Karel Frederik van Baden (1728–1811) ∞ 1769 Luise Karoline Geyer von Geyersberg (1768-1820)  | Karel Frederik van Baden (1728–1811) ∞ 1769 Luise Karoline Geyer von Geyersberg (1768-1820)  | Karel Frederik van Baden (1728–1811) ∞ 1769 Luise Karoline Geyer von Geyersberg (1768-1820) | Karel Frederik van Baden (1728–1811) ∞ 1769 Luise Karoline Geyer von Geyersberg (1768-1820) | Karel Frederik van Baden (1728–1811) ∞ 1769 Luise Karoline Geyer von Geyersberg (1768-1820) | Karel Frederik van Baden (1728–1811) ∞ 1769 Luise Karoline Geyer von Geyersberg (1768-1820) |
| Leopold van Baden (1790–1852) |                                                                                                   |                                                                                                   |                                                                                              |                                                                                              |                                                                                             |                                                                                             |                                                                                             |                                                                                             |